# Konjeniški spomenik siru Johnu Hawkwoodu
Konjeniški spomenik siru Johnu Hawkwoodu je freska Paola Uccella v spomin na angleškega kondotjera Johna Hawkwooda, ki je bila leta 1436 naročena za Firenško stolnico. Freska je pomemben primer umetnosti v spomin na najemniškega vojaka, vojskovodjo, ki se je bojeval na italijanskem polotoku, in je obenem eno ključnih del v razvoju perspektive.
Politiko naročila in ponovnega naročila freske so analizirali in razpravljali zgodovinarji. Fresko pogosto navajajo kot obliko florentinske propagande zaradi prisvajanja tujega vojaka sreče kot florentinskega junaka in zaradi implicitne obljube drugim lastnikom potencialnih nagrad za služenje Firencam. Fresko so razlagali tudi kot produkt notranjepolitične konkurence med frakcijama Albizzi in Medičejci v renesančnih Firencah, ker so slednji spremenili simboliko in ikonografijo dela med njegovim ponovnim naročilom.
Freska je najstarejše obstoječe in avtentificirano Uccellovo delo, z razmeroma dobro znanega vidika njegove kariere v primerjavi z obdobji pred in po njenem nastanku. Freska je bila restavrirana (nekoč leta 1524 Lorenzo di Credi, ki je dodal okvir) in je zdaj ločena od stene; v sodobnem času je bila dvakrat prestavljena. Zdaj je na severni steni ladje, poleg sorodne freske kolega kondotjera Niccolòja da Tolentina († 1435), ki je delo Andrea del Castagna.

## John Hawkwood
Hawkwood je imel dolgo vojaško kariero in zapleten odnos s Firencami. Boril se je za Anglijo med Stoletno vojno in nato z »veliko četo«, ki je nadlegovala Avignonsko papeštvo. Potem ko je leta 1360 od Alberta Sterza prevzel poveljstvo nad »Belo četo« (Compagnia Bianca), je Hawkwood leta 1363 vodil svojo vojsko čez Alpe v službi Janeza II., markiza Montferratskega, da bi sodeloval v njegovi vojni proti Milanu. Hawkwood in Bela družba sta ostala v Italiji in prejemala denar od številnih mestnih držav, tako za vojskovanje kot za to, da se niso borili, da so se "zadržali". Hawkwoodov sloves enega najsposobnejših kondotjerjev na polotoku se je razvil v naslednjih desetletjih, v katerih je bil zaposlen (na obeh straneh) v Pisansko-florentinski vojni (1363–1364), zlasti v bitki pri Cascini (1364) za Firence. v vojnah Perugie proti papežu (1369) in v službi Bernabòja Viscontija v njegovi vojni proti koaliciji, ki je vključevala Piso in Firence ter celo (leta 1372) markiza Monteferratskega.
Hawkwood je nato vstopil v službo papeža Gregorja XI. v njegovih vojnah proti Milanu (1372–1375) in v vojni osmih svetnikov (1375–1378), med katero je Hawkwood pomagal zadušiti upore, ki so jih spodbudili Firenčani v Papeški državi. Med spopadom je Hawkwood prejel 130.000 florinov, ki so bili iztrženi od lokalne duhovščine, škofov, opatov, samostanov in cerkvenih ustanov, da bi svoje dejavnosti omejil na zatiranje uporov v papeški državi, namesto da bi neposredno napadel Firence. Hawkwood je prejel tudi 600 florintov letne plače za naslednjih pet let in doživljenjsko letno pokojnino v višini 1200 florintov.
Hawkwood se je leta 1377 poročil z Donnino, nezakonsko hčerko Bernabòja Viscontija. Istega leta je prebegnil v Firence. Hawkwoodov pokol leta 1377 v Ceseni v mraku njegove papeške zaposlitve v vojni osmih svetnikov še naprej meče slabo luč na njegovo zapuščino. Tako je do leta 1377 Hawkwood predvsem služil milanskim Viscontijem in njihovim zaveznikom v Pisi, Lucci in Sieni, običajno v nasprotju z interesi Firenc, zaradi česar je bil ironični kandidat za spomenik v Firenški stolnici. Na ukaz Pise je Hawkwood napadel vilo Petraia družine Brunelleschi v Castellu, požgal florentinska podložna ozemlja okoli Incise, potem ko je premagal florentinskega kondotjera Ranuccia Farnese il Vecchio in celo zasmehoval Firence izven mestnega obzidja.
Vendar je bil Hawkwood de facto vrhovni poveljnik (generalni stotnik) firenške vojske od leta 1377 do tik pred svojo smrtjo leta 1394. Hawkwood je Firencam priboril številne zmage, vključno z zadušitvijo upora Ciompija januarja 1382, toda sodobni Firenčani bi smatrali Hawkwoodov uspešen umik iz Milana pozno v njegovi karieri, čez tri reke - vključno z razvpitim Ogliom - in čez pusto podeželje, kot njegov »največji vojaški podvig«.[17]
Hawkwood, ki je bil zdaj star sedemdeset let, se je pripravljal na vrnitev v Anglijo, kamor je pošiljal denar za pridobitev zemlje in ustanovitev cerkve. Ravno ko je končal svoje zadeve v Italiji, je 17. marca 1394 umrl.
Leta 1395 je Rihard II. Angleški zaprosil Firence za vrnitev Hawkwoodovega trupla, kot je to storil za Roberta de Verea, irskega vojvodo, lokalnega magnata družine Hawkwood v Angliji, v čigar službi je začel svojo vojaško službo. Firence so v pismu z dne 3. junija 1395 ugodile prošnji Riharda II.
Naša predanost ne more ničesar odreči eminenci vaše visokosti. Ne bomo pustili ničesar nedokončanega, kar je mogoče narediti, da bi lahko izpolnili vaše veselje. Torej, čeprav menimo, da se nam in našemu ljudstvu odraža slava, da ohranimo pepel in kosti pokojnega pogumnega in najveličastnejšega stotnika Johna Hawkwooda, ki se je kot poveljnik naše vojske najbolj veličastno boril za nas in ki je na javne stroške je bil pokopan v glavni cerkvi Santa Reparata ... kljub temu pa glede na vsebino vaše prošnje prostodušno dovolimo, da se njegovi posmrtni ostanki vrnejo v njihovo domovino.
Vendar pa ostaja odprto vprašanje, ali so bili Hawkwoodovi posmrtni ostanki kdaj preneseni v Anglijo, v grobnico, pripravljeno zanj v cerkvi sv. Petra v Sible Hedinghamu, ali pa so bili njegovi posmrtni ostanki ponovno pokopani leta 1405 pod starim korom Duoma, o čemer je zapis izgubljen, odkar je bila ponovno tlakovana v 16. stoletju. V vsakem primeru bi bil nagrobni spomenik "v težavah", saj je bila 5. aprila 1400 sprejeta prepoved grobnic nad nivojem tal v stolnici.

## Kontekst
V Quattrocentu je bilo običajno, da so stanovalci, kot je Hawkwood, bili pokopani v večjih javnih cerkvah, tudi če so njihove kariere prinesle mešane rezultate za zadevno mesto-državo. Žanr konjeniškega kipa je bil oživljen v času Quattrocenta v spomin na kondotjere; Donatellov konjeniški kip Gattamelata (okoli 1447–1453) v Padovi je prvi ohranjeni bronasti konjeniški kip po starem Rimu ('verjetno z mislijo na Hawkwood'). V Benetkah je bil Tibertino Brandolino pokopan v San Francescu; Jacopo de' Cavalli pri Santi Giovanni e Paolo; Paolo Savelli v Bazilika Santa Maria Gloriosa dei Frari, skupaj z lesenim konjeniškim kipom na marmornem sarkofagu, ki je – skupaj z bronastimi konji na fasadi sv. Marka – morda navdihnil Uccellovega Hawkwooda; in Konrad Aichelberg na cerkev v Pisi.[28] Kadar taki pokopi niso bili mogoči, so bile freske sprejemljiv nadomestek: Guidoriccio da Fogliano je na konju naslikal Simone Martini v Palazzo Pubblico v Sieni leta 1328; Pietro Farnese je bil leta 1363 upodobljen v konjeniškem spomeniku iz kaširanega papirja na vrhu sarkofaga v Firenški stolnici.
Prirejanje vedno bolj razkošnih pogrebnih slovesnosti za padle kondotijerje je bil le eden od načinov, kako so italijanske mestne države tekmovale med seboj, da bi pritegnile storitve najbolj izurjenih plačancev. Hawkwoodov pogreb je bil stisnjen med pogreba Giovannija d'Azza degli Ubaldinija v Sieni, ki so ga zastrupili Firenčani v viskontijskih vojnah, in Giovannija Tedesca da Pietramala. [30] Naročilo Uccellu, da preslika fresko, je prišlo na vrhuncu vojne z Lucco, ki je pred kratkim začela graditi spomenik v čast Niccolò Piccininu, v nasprotju s Piccininovim obrekljivim portretom v Palazzo della Signoria leta 1428, ki ga prikazuje kako visi z glavo navzdol v verigah, in je bil 'razbarvan' aprila 1430.

## Naročilo

### Ozadje
20. avgusta 1393 – ko je Signorija na predlog Coluccia Salutatija glasovala za postavitev marmornega kipa Hawkwooda v Duomu, »da bi pogumni možje lahko vedeli, da občina Firence poplača resnično služenje« – je Hawkwood likvidiral svoje posesti v Toskani in se pripravljal na vrnitev v Anglijo. Bilo je brez primere, da je Sinjorija glasovala za postavitev spomenika živemu človeku v stolnici. Dvoumni načrti Sinjorije – ki se je verjetno zavedala Hawkwoodovega zdravstvenega stanja – bi morda bili bolj za grobnico kot za kenotaf; Hawkwood je umrl kmalu zatem, 17. marca 1394. Sinjorija se je zelo trudila (neuspešno), da bi Donnino prepričala, da ostane v mestu – glasovala je za prenos različnih vsot denarja nanjo (v zameno za Hawkwoodovo toskansko trdnjavo), kljub »težkim pravnim vprašanjem«, ki so zahtevala več aktov mestnega sveta — do neke mere nakazuje tržno vrednost Hawkwoodovega simboličnega kapitala.
Hawkwoodov pogreb 20. marca se je začel na Piazza della Signoria, nadaljeval do Baptisterija, kjer je bilo njegovo truplo postavljeno na krstilnik za javni ogled, in dosegel vrhunec v stolnici, strošek pa je bil 410 florinov, ne da bi šteli znatne stroške cehov.
Načrti za Hawkwoodovo obeležitev so bili spremenjeni 2. decembra 1395, ko je bilo odločeno, da se predela tudi leseni spomenik Pietra Farneseja, junaka pizanske vojne, in da se na severu ladje postavita marmorna nagrobna spomenika Farneseju in Hawkwoodu, obrnjena proti velikemu oltarju. Slikarja Agnolo Gaddi in Giuliano Arrighi je izbral odbor za skiciranje neposredno na modelih sten Duoma za grobnici Hawkwooda in Farneseja. Čeprav nobena grobnica ni bila realizirana, dokumentarni dokazi kažejo, da je bila slika Hawkwooda, ki jo je ustvaril Gaddi in sarkofagom, ki ga je ustvaril Pesello - dokončana do 16. junija 1396. Zgodovinarka Frances Stonor Saunders špekulira, da je Uccello svojo predstavitev Hawkwooda morda zasnoval na tej zgodnji sliki in da je prejšnja slika morda temeljila na Hawkwoodovi posmrtni maski. Freska Hawkwooda je  v tretjem delu severnega obzidja, ki ga danes obdajajo slike Danteja (ok. 1455) in podoben freski spomenik Niccolòju da Tolentinu (1456, delo Andrea del Castagno); fiktivne grobnice na freskah dveh humanističnih cerkovnikov – škofa Corsinija (okoli 1422, verjetno Giovanni dal Ponte) in fra Luigija de' Marsiglia (okoli 1439 Bicci di Lorenzo), avguštinskega redovnika, ki je ustanovil literarno akademijo – so veliko manjše kot tisti dveh kondotjerjev. Freska je verjetno nadomestila grobnico (namesto da bi služila kot oznaka mesta zanjo), morda zaradi smotrnosti in varčnosti, čeprav je o tem malo dokumentarnih dokazov.

### Freska
Fresko je maja 1433 desetletja po Hawkwoodovi smrti naročila Albizzijeva vlada, le nekaj mesecev pred zlomom režima. Morda je bil projekt poskus Albizzijevih, da bi prisluhnili času, ko je bila oligarhična elita Firenc bolj usklajena z lastnimi konservativnimi interesi. 13. julija 1433 so obvestila o natečaju za nov spomenik objavili pri stolnici, krstilnici in v Orsanmichele. Pobudniki prenovljenega projekta so bili vnuki Guida di Soletta del Pera Baldovinettija, enega od veleposlanikov, ki je leta 1389 (neuspešno) rotil Hawkwooda, naj se vrne v službo Firenc, in Donata Vellutija, vojaški in politični zgodovinar iz 14. stoletja. Skoraj nepredstavljivo je, da naročniki Hawkwoodovega spomenika ne bi imeli za plačanca iz lastnega interesa, saj so vedeli, da je pogosto deloval v nasprotju z interesi Firenc. Po začetku natečaja za načrte septembra 1433 sta bila Cosimo in Averardo de' Medici izgnana iz Firenc, ker naj bi – med drugim – domnevno poskušala zaplesti Firence v vojno z Lucco.

### Ponovno naročilo
Po Cosimovi zmagoslavni vrnitvi v Firence je Medičejski režim maja 1436 namesto da bi opustil projekt, najel Uccella, da zamenja Gaddijevo in Pesellovo fresko. Hugh Hudson meni, da bi bilo za Medičejce preveč tvegano, če bi preklicali projekt Albizzijev, zato so ga namesto tega premeteno spremenili, da bi ustrezal njihovim interesom. Seveda obstaja nekaj slabosti pri pripisovanju naročanja in ponovne naročanja spomenika Albizzijevim ali Medičejskim spletkam, saj sta bila le dva (morda trije) od osmih 13. julija 1433 člana Albizzijeve frakcije in le eden je bil Medičejec, ko se je naročilo nadaljevalo 18. maja 1436; vendar vplivi obeh frakcij nedvomno niso zahtevali krvnega sorodstva. Približno v tem času dokumenti potrjujejo večkratna popravila bližnjega okna, kar odpira možnost, da je prvotno fresko poškodovala voda in bi jo bilo treba v vsakem primeru obnoviti. Drugi so predlagali, da je bila ponovna vzpostavitev del 'obnove' stolnice, povezane z njeno ponovno posvetitvijo kot Santa Maria del Fiore s strani papeža Evgena IV. marca 1436. Vendar Franco Borsi zaključuje, da so »nedvomno pod pritiskom Medičejcev« zavrgli načrte za preprosto restavriranje Gaddijeve freske in se odločili za popolnoma nov spomenik.

### Uccello
Izbira Paola Uccella (rojenega leta 1397 v Firencah), ki je bil od junija 1407 vajenec pri Lorenzu Ghibertiju in se ukvarjal s poliranjem Vrat Paradiža, je morda poskus najti slikarja, ki bi poznal bron in kiparstvo, ki naj bi jo freska posnemala. Umetnostni zgodovinarji so Uccella stoletja obravnavali kot manj uglednega umetnika v času Hawkwoodovega naročila: ni omenjen v predgovoru Albertijeve De Pictura niti v pismu Domenica Veneziana iz leta 1438 Pieru di Cosimu de' Mediči, v katerem našteva glavne sodobne slikarje; niti umetnostni zgodovinarji niso niti poskušali špekulirati, da je proučeval freske v Brancaccijevi kapeli. Ena od težav za umetnostne zgodovinarje, ki poskušajo oceniti Uccellov ugled v času, ko je bil Hawkwood naročen, je 10-letna slepa pega v rekonstrukciji Uccellove kariere med letoma 1415, ko je Uccello postal član Ceha zdravnikov in lekarnarjev (Arte dei Medici e Speziali) — in njegovo potovanje v Benetke leta 1425. Podobno manjkajo vsa dela Uccellovega beneškega obdobja ali pa so pripisana nejasno: domneva se, da je Uccello izdelal neobstoječi mozaik sv. Petra na pročelju bazilike sv. Marka in da je sodeloval pri oblikovanju arhitekturnih struktur za mozaike v kapeli Mascoli v cerkvi sv. Marka Micheleja Giambona in morda izdelal nekaj okraskov z geometrijskimi vzorci za notranjost cerkve sv. Marka.
Znano je, da je bil Uccello v Benetkah leta 1427 in da se je vrnil v Firence do leta 1431, kar je omogočilo drugo okno za zgodovinopisna ugibanja: nekateri pravijo, da je morda odšel v Rim; drugi pravijo, da je šel neposredno v Firence. Uccello je verjetno naslikal Stvarjenje živali in Stvarjenje Adama (okoli 1431) v zgornjem delu enega od obokov križnega hodnika Chiostro Verde v Santa Maria Novella, ki je - tako kot Hawkwood, kot je določeno v nalogi — v maniri terra verde grizaj. Morda je Uccello delal na zgodbah iz življenja Device in sv. Štefana v Capella dell' Assunta v stolnici v Pratu okoli leta 1435, čeprav papež-Hennessy, Pudelko in Salmi vsi oporekajo tej atribuciji.
Tako je Firenška stolnica skladišče vseh ohranjenih Uccellovih del, katerih pripisovanje je trdno zakoreninjeno v sodobnih dokumentih: dve stenski sliki – Hawkwood in številčnica s štirimi glavami prerokov ali evangelistov (1443) – in dva vitraža – Vstajenje (1443–1444) in Rojstvo (1443–1444). Hawkwood je Uccellovo »najzgodnejše datirano in v celoti potrjeno obstoječe delo«.

## Slog
Predelana freska je veljala za 'klasicizacijo' podobe kondotjerijev, s tehniko terra verde, ki daje podobo konjeniškega bronastega kipa. Konjevi proporci ohlapno temeljijo na tistih, ki jih je predpisal Alberti v De equo animante, ta pa na anonimnem Sonettu del Cavallo Perfetto; vendar se konj v mnogih pogledih radikalno oddaljuje od Albertijevega ideala harmonije in 'gibko' bitje v slogu spomenika Leonella d'Esteja Niccolòju III, d'Esteju, Arco del Cavallo v Ferrari. Poleg tega je Uccellova perspektiva v Hawkwoodovem spomeniku odkrito zaničevala Albertijevo pojmovanje perspektive, kot je razmejeno v De Pictura (1435, prevedeno v italijanščino kot Della Pittura leta 1436): točka izginotja je v višini oči gledalca in ne znotraj polja na primer freske. Albertijeva De re aedificatoria je prav tako nasprotovala kipom vojakov in/ali svetniškim pokopom v cerkvah. Čeprav se freska pogosto imenuje 'enobarvna', je njeno ozadje temno rdeče, konj in grob sta poudarjena v rdeči, črni, beli in oranžni barvi. Perspektiva Trompe l'oeil od podnožja, reliefni učinek chiaroscúro konja in jezdeca ter osvetlitev z leve so podobni Masaccievi Sveti Trojici. Povezava z Massacciom je tako močna (ali tako pogosto poročana), da je Francesco Albertini leta 1510 delo dejansko pripisal Massacciu. Vendar pa ima Uccellova freska dva zorna kota: konj in jezdec sta naslikana kot v ravnini z gledalcem, kenotaf pa je viden kot od spodaj.
Predlagane so bile različne razlage za to razdeljeno perspektivo, za katero je Frederick Hartt celo menil, da je bila praktična šala. V ta vprašanja perspektive se zapleta Vasarijeva kritika konjevega dvigovanja obeh desnih nog hkrati, kar bi konja verjetno prevrnilo, če bi mu uspelo. Vendar pa je iz drugih Uccellovih del razvidno, da ga ni zanimala uporaba perspektive zgolj za realizem; Uccello je raje »umestil v nenaravno, fantastično splošno vzdušje, plod kompleksne in edinstvene domišljije tega slikarja«. Ta slog je bil celo naveden kot primer sintetičnega realizma v skladu s poznim gotskim gibanjem.

### Napis
Klasične elemente freske poudarja latinski napis, dodan 17. decembra 1436, ki ga je sestavil Bartolomeo Fortini de Orlandini, sin Benedetta di Ser Landi Fortinija, nekdanjega blagajnika Firenc in vajenca Spinella Albertija, enega izmed glavni pogajalci Firenc med vojno osmih svetnikov — prvi takšen napis na antičnem sarkofagu na florentinski sliki. Napis se glasi: Ioannes Acutus eques brittanicus dux aetatis suae cautissimus et rei militaris peritissimus habitus est (John Hawkwood, britanski vitez, najpreudarnejši vodja svojega časa in najbolj strokovnjak v vojni veščini). Epitaf, ki se verjetno nanaša na Hawkwoodov zgoraj omenjeni cautissimus ('najbolj preudaren') umik čez Oglio, je izposojen iz hvalnice rimskemu generalu Fabiju Maksimu, ki je izčrpal Hanibala s taktičnim umikom in izogibanjem bitki. Hvalnica Fabija Maksima se tako jasno ujema s humanizmom Quattrocenta, da so jo nekateri učenjaki celo poimenovali »renesančni ponaredek«.

## Interpretacija
S klasicizacijo kondotjerijev je portret morda predstavljal priložnost za – kot je zagovarjal Leonardo Bruni – »oživitev starodavne oblike poklona« z izbiro »že zdavnaj mrtve in nekontroverzne teme«. Mallett je fresko interpretiral kot medičejski poskus, da bi povzdignil »hvalevrednost kondotijerjev med prebivalstvom z mešanimi občutki«. Pravzaprav je Cosimo morda dovolil, da je nekdanji Albizzijev projekt šel skozi zgolj zato, da bi utrl pot do podobne časti za Niccolòja da Tolentina (umrl leta 1435), kondotjera, ki so mu Medičejci dajali prednost pred Hawkwoodom. Tolentinova freska je bila naročena 20 let po smrti vojaka sreče in je bilo v pogodbi določeno, da bo naslikana na '»isti način in v obliki kot Hawkwood'«. Tako je mogoče ponovno naročanje portreta brati kot del tekoče razprave o primernosti kondotjerov za republiko. Bruni načenja to temo v De militia (1420), zavzemajoč se za stalno florentinsko milico, zlasti glede na tesne vezi med Tolentinom in Medičejci. Z namenom prikazati Hawkwooda kot »ubogljivega stotnika, ki opravlja inšpekcijo vojakov«, domišljavost Hawkwooda, ki potrpežljivo pregleduje vojake, »namiguje na zvestega občinskega služabnika«.
Medičejci so morda želeli poudariti to točko, da je mogoče vsakega kondotjera, ne glede na to, kako sovražen ali nestanoviten, podkupiti in z njim manipulirati v korist firenških interesov ter ga resnično florentinizirati.  Poskusi, da bi Hawkwooda razglasili za Florentinca, so bili v polnem teku že pred njegovo smrtjo; na primer, Pier Paolo Vergerio starejši je leta 1391 zapisal, da Hawkwood »nima več nobene tuje krvi ... in se je močneje in bolj zdravo obnovil v vlakninah in telesu pod zmernim nebom Italije«. Takšno stališče se je prikradlo celo v sodobno znanost: italijanski zgodovinar Ercole Ricotti iz 19. stoletja je Hawkwooda označil za »zadnjega izmed tujih kondotjerjev ali prvega izmed italijanskih«; v njegovi biografiji iz 18. stoletja ga je Domenico Maria Manni imenoval »generalni stotnik firenških vojsk« in skoraj prezrl dve desetletji Hawkwoodove službe v drugih mestih-državah; celo v 20. stoletju je Friedrich Gaupp poskušal označiti Hawkwoodov neposredni napad na Firence kot »poročna ponudba«.